# Mikhaïl Iourievitch Chtcherbatov
Prince Mikhaïl Iourievitch Chtcherbatov, (en alphabet cyrillique : Князь Михаил Юрьевич Щербатов), né le 8 novembre 1678, décédé le 22 juillet 1738. Militaire russe, major-général.

## Famille
Fils du prince Iouri Fiodorovitch Chtcherbatov et de son épouse Anna Mikhaïlovna Volynskaïa.
Le prince Mikhaïl Iourievitch Chtcherbatov épousa la princesse Maria Grigorievna Tioufiakina (1678-1738)
Une fille naquit de cette union :
- Ievdokia Mikhaïlovna Chtcherbatova : (1703-1768), en 1726, elle épousa le prince Mikhaïl Vassilievitch Golitsyn (1702-1749).

Veuf, le prince épousa la princesse Irina Semionovna Sontseva-Zasekina.
Deux enfants naquirent de cette union :
- Piotr Mikhaïlovitch Chtcherbatov : (1727-1760), il épousa Natalia Pavlovna Balk-Poleva (1726-1791).
- Mikhaïl Mikhaïlovitch Chtcherbatov : (1737-1790)[1].

## Biographie

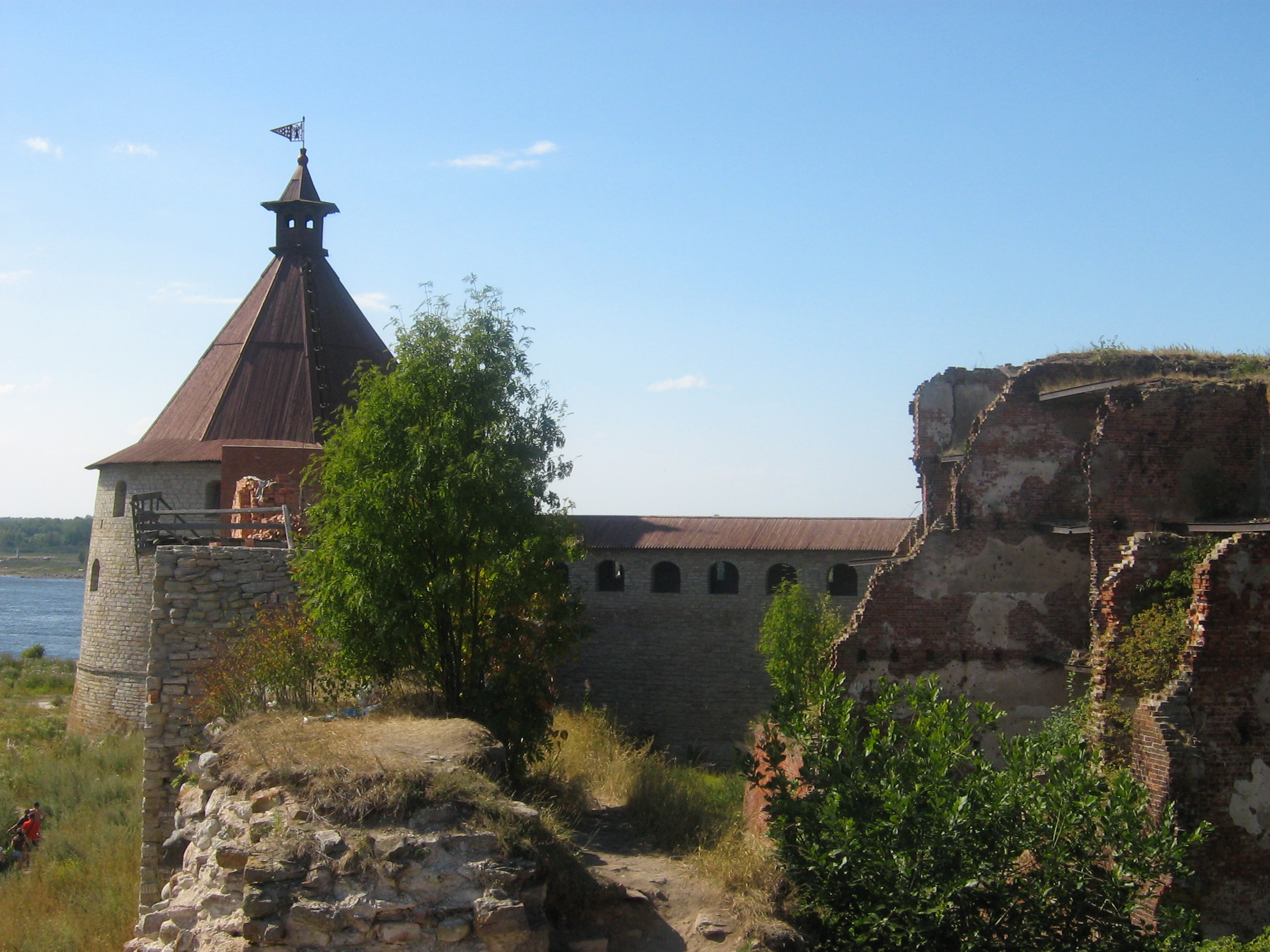
La forteresse de Chlisselbourg en 2006

En 1694, le prince alors âgé de 14 ans entra dans l'armée avec le titre de stolnik de Pierre Ier de Russie. En 1693, au grade de lieutenant, il fut transféré au régiment Semionovski et participa à la guerre russo-turque, au cours de ce conflit, il se distingua dans les campagnes de Voronej et d'Azov (1695-1696) et fut engagé dans la bataille près de la ville de Kertch.
De 1700 à 1721, au grade de capitaine et avec son régiment, il participa à la Grande Guerre du Nord. Au cours de ce conflit, le 20 novembre 1700, le prince se distingua à la bataille de Narva où il fut grièvement blessé, il prit également part à la capture de la forteresse de Chlisselbourg où il fut blessé à la main par une balle, le 9 juillet 1701, il fut engagé dans la bataille de Daugava.
Au cours du quatrième conflit qui opposa la Russie à l'Empire ottoman, sous le commandement du feld-maréchal Boris Petrovitch Cheremetev, Mikhaïl Iourievitch Chtcherbatov se distingua lors de la campagne du Prout, au cours des combats, il fut grièvement blessé d'un coup de sabre dans le dos.

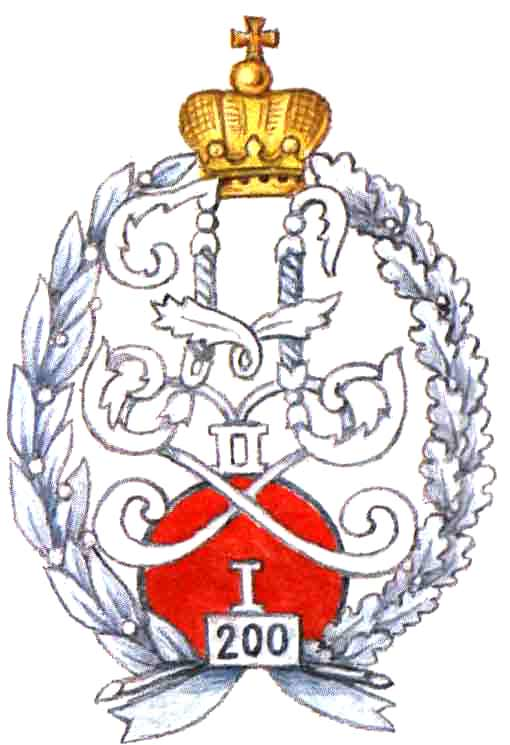
L'insigne du 1er Régiment d'infanterie Nevski

Le 5 mai 1715, le prince Chtcherbatov fut promu colonel, en outre le commandement du 1er régiment d'infanterie Nevski lui fut confié, il commanda ce régiment du 5 mai 1715 au 24 mai 1731)., à la tête de son régiment, il prit part à toutes les batailles de la Grande guerre du Nord, engagé dans le siège de la forteresse de Korela, le 8 septembre 1710, il fut victime d'un grave traumatisme crânien.

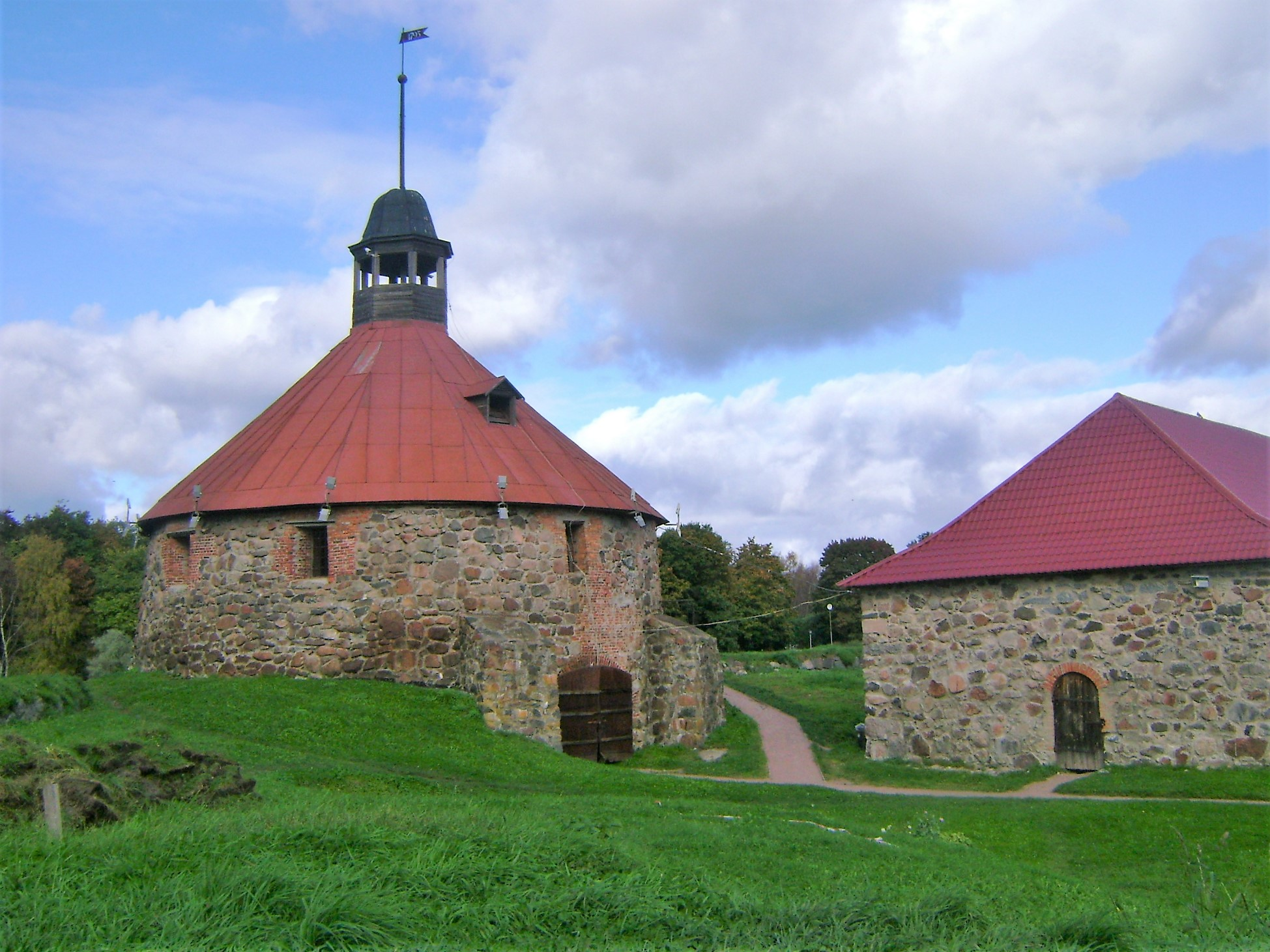
La forteresse de Korela

En 1729, promu brigadier, le prince demeura à la tête du 1er régiment d'infanterie Nevski. Le 28 avril 1731, jour du couronnement d'Anna Ivanovna de Russie, Pour bons et loyaux services, l'impératrice lui accorda le grade de major-général.
Le 24 mai 1731, Mikhaïl Iourievitch Chtcherbatov fut nommé commandant en chef de Moscou. Le 26 juillet 1732, par décret impérial, il fut nommé au poste de gouverneur du gouvernement d'Arkhangelogorod.

## Décès et inhumation
Le prince Mikhaïl Iourievitch Chtcherbatov décéda le 22 juillet 1738. Le 29 septembre de la même année, il fut inhumé dans la propriété familiale de Mikhaïlovskoe Norskoï située dans la province d'Iaroslavl. Sur sa tombe, de nos jours, on peut clairement lire l'énumération de ses faits de guerre.